# Lupta de la Odorhei (1916)
Lupta de la Odorhei a fost o acțiune militară de nivel tactic, desfășurată pe Frontul Român, în timpul campaniei din anul 1916 a participării României la Primul Război Mondial. Ea s-a desfășurat în perioada 2/15 septembrie - 5/18 septembrie 1916 și a avut ca rezultat cucerirea orașului Odorheiul Secuiesc de către trupele române, în ea fiind angajate forțe române din Divizia 7 Infanterie română și forțe ale Puterilor Centrale din Brigada 19 Landstrum Munte ungară. A făcut parte din acțiunile militare care au avut loc în operația ofensivă în Transilvania.:p. 256

## Comandanți

### Comandanți români
- General Ioan Istrate

### Comandanți ai Puterilor Centrale
- Colonel Szabo